# She (Handan)
She (涉縣 / 涉县,  Shè Xiàn) ist ein Kreis der bezirksfreien Stadt Handan im Süden der chinesischen Provinz Hebei. Er hat eine Fläche von 1.498 km² und zählt 413.057 Einwohner (Stand: Zensus 2010).
Wahuanggong ("Palast der Göttin Nüwa") und Steinschnitzereien (Wahuanggong ji shike 娲皇宫及石刻), die Stätte des Hauptquartiers der 129. Division der „Achten Marscharmee“ (Balujun yi-er-jiu shi silingbu jiuzhi 八路军一二九师司令部旧址) und das Shanmen des Chengtang-Tempels (Chengtang miao shanmen 成汤庙山门) aus der Zeit der Dschurdschen-Dynastie stehen auf der Liste der Denkmäler der Volksrepublik China.